# Trnava, Braslovče
Trnava je naselje v Občini Braslovče. Naselje je prvič omenjeno leta 1383. Ima 257 prebivalcev. Je tudi naselje priseljevanja, saj je zaradi bližine avtoceste A1 zelo dostopna. V Trnavi je tudi podružnična osnovna šola Trnava in v isti zgradbi je tudi vrtec. V naselju sta dve večji podjetji: Strugarstvo Rožič in Mizarstvo Rančigaj. Od leta 2014 je tudi tovarna toplotnih črpalk Kronoterm, ki se je prestavila iz Orle vasi. Trnava je sicer kmečka vas, ampak kmetijstvo upada in zmanjšuje se število kmetij.Kmetije, ki se ukvarjajo s kmetijstvom na veliko, so: Kmetija Rakun,Kmetija Stepišnik in Kmetija Žener.
V naselju so deloma raziskali sledove srednjelatenske nižinske naselbine iz mlajše železne dobe.